# Atletica leggera paralimpica

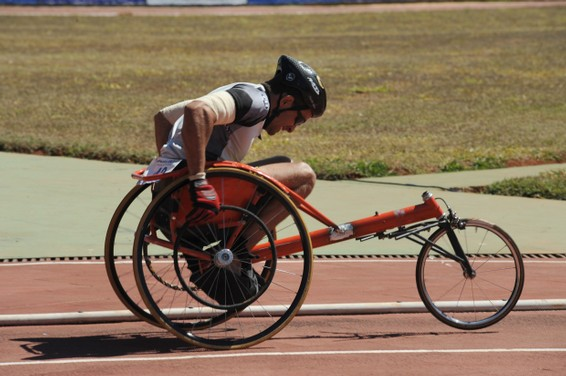
Un atleta durante una competizione

L'atletica leggera paralimpica è uno sport per disabili in qualsiasi situazione fisica. Gli atleti paralimpici e le competizioni paralimpiche (inclusi i Giochi paralimpici) sono sotto l'egida del Comitato Paralimpico Internazionale (IPC, International Paralympic Committee).
In Italia l'atletica leggera paralimpica è governata dalla FISPES, per quel che concerne la disabilità fisica e sensoriale, e dalla FISDIR, per quel che riguarda la disabilità intellettiva-relazionale.
Entrambe sono Federazione Sportive Paralimpiche affiliate al Comitato Italiano Paralimpico.

## Classificazioni
L'IPC classifica gli atleti in tre gruppi e varie classi.

### Gruppi
- Atleti in carrozzina.
- Atleti deambulanti (atleti con vario tipo di disabilità e amputati che gareggiano in piedi).
- Atleti con disabilità visiva (non vedenti e ipovedenti).

### Classi
- 11-13: atleti con diversi gradi di menomazione visiva (in inglese visually impaired).
- 20: atleti con disabilità intellettiva.
- 31-38: atleti con cerebrolesione (sia deambulanti che in carrozzina).
- 40-41: atleti di bassa statura.
- 42-44: atleti con compromissioni degli arti inferiori.
- 45-47: atleti con amputazioni degli arti superiori e assimilati.
- 51-57: atleti con lesioni midollari e assimilati.
- 61-64: atleti con amputazioni agli arti inferiori e assimilati.

Ai numeri che identificano le classi viene apposta la una lettera: T è track (gare su pista - corse e salti), F è field (gare su campo - lanci) e P è pentathlon (che non viene più disputato in competizioni internazionali).